# Coax-IEC-stik
Belling-Lee-stik, IEC 169-2-stik, type 9,52 (fra IEC 61169, Part 2: Radio-frequency coaxial connector of type 9,52) eller  coax-IEC-stik -
anvendes til at formidle signaler på alt, der har kompatible stik - fx stikdåser (inkl. kabel-tv), fordelere, videooptagere, fjernsyn - og meget med FM-, AM-, DAB-radiomodtagere.
Coax-IEC-stik monteres på koaksialkabler med en karakteristisk impedans på 75 ohm.

## Historisk
Coax-IEC-stikket blev designet omkring 1922 af Belling & Lee Ltd i Enfield, Storbritannien omkring tiden for de første BBC-radioudsendelser. Hensigten med IEC-stikket var oprindeligt kun anvendelser op til mellembølgefrekvenser (op til 1,6 MHz). Da stikket blev adopteret til fjernsyn, blev det anvendt til frekvenser op til 957 MHz. Belling Lee Limited eksisterer stadigt, men er ejet af Dialight siden 1992.
Coax-IEC-stik, som skal opfylde CE-direktiverne for elektrisk indstråling og udstråling, skal være radiofrekvens/HF-tætte. Formålet med HF-tætheden er flere - fx:
- mobiltelefoner i bygningen ikke ødelægger tv- eller radiomodtagelse.
- sikre mod kabel-tv signaludstråling. Mange kabel-tv kanaler ligger på frekvenser som i luften er reserveret til andre formål.

## Installation
For tilslutning af radio og tv til stikdåsen anvendes tilslutningskabel med coax-IEC-stik i begge ender med modsat fatning, startes der med han afsluttes der med hun. Hvis der skal anvendes løse coax-IEC-stik til montering direkte på koaksialkablet, skal der anvendes et HF-tæt stik og kabel, der skal sikre, at elektriske installationer ikke forstyrrer hinanden.
Stikket monteres let på kablet, ved først at fjerne plasten og blotte den ydre skærm på kablet, dernæst fjerne et stykke af dielektrikum for at blotte inderlederen.